# Cordova (Alaska)
Cordova és una petita ciutat de l'Àrea censal de Valdez-Cordova situada prop del riu Cooper, a l'estat d'Alaska, als Estats Units. La ciutat es troba a la capçalera de la d'Orca Inlet, a l'est de l'estret del Príncep Guillem D'acord amb les estimacions del cens del 2010, la població de la ciutat és de 2.239 habitants. Cordova va ser nomenada Puerto Cordova per l'explorador espanyol Salvador Fidalgo el 1790.

## Història
El 1790 l'inlet del davant de l'actual ciutat de Cordova va ser nomenat Puerto Cordova per l'explorador espanyol Salvador Fidalgo, en record a l'almirall espanyol Luis de Córdova y Córdova. Posteriorment la vila de Cordova va ser batejada en honor seu, però en canvi l'inlet passà a anomenar-se Orca Inlet. Cordova va ser fundada després que es trobés coure de bona qualitat a Kennecott, al nord de Cordova. Un grup de topògrafs procedents de Valdez traçaren el nou assentament i Michael James Heney va comprar la meitat de la terra per construir la Copper River and Northwestern Railway després de veure que Katalla no era un port adequat. Heney i el seu equip van fer una breu cerimònia per organitzar la ciutat el 26 de març de 1906. Una setmana més tard començaren a arribar grups d'homes per començar a treballar en la construcció del ferrocarril. A mesura creixia el ferrocarril també ho feia la ciutat, amb l'establiment d'escoles, negocis, un hospital, i serveis públics. En finalitzar-se la construcció del ferrocarril, Cordova va passar a ser un centre de transport per al mineral procedent de Kennecott. Entre 1911 i 1938 més de 200 milions de tones de mineral de coure es transportaren a través de Còrdova.
Els voltants de Cordova va ser històricament la llar dels eyak, amb els chugach, a l'oest, i visites ocasionals de grups ahtna i tlingit per comerciar o guerrejar. L'última parlant eyak de pura sang, Marie Smith Jones, va morir el 2008, però les tradicions natives i estil de vida mantenen la seva influència en la cultura local.
Entre 1916 i 1950 Cordova va tenir un important indústria d'explotació de navalles, cosa que va fer que fos anomenada la "capital mundial de la navalla". A partir de finals de la dècada de 1950 la producció va començar a devallar, segurament per culpa de la sobreexplotació i una gran mortaldat el 1958. El terratrèmol d'Alaska de 1964 acabà de destruir la indústria. Des de 1988 no hi ha hagut explotació comercial a la zona, amb una reduïda producció el 1993.
El març de 1989 el petrolier Exxon Valdez va encallar a l'escull Bligh, al nord-oest de Cordova causant un dels desastres mediambientals més devastadors a Amèrica del Nord. El vessament de petroli de l'Exxon Valdez va afectar greument les poblacions de salmó i altres espècies habituals fins aleshores, provocant una recessió en la pesca a la zona.

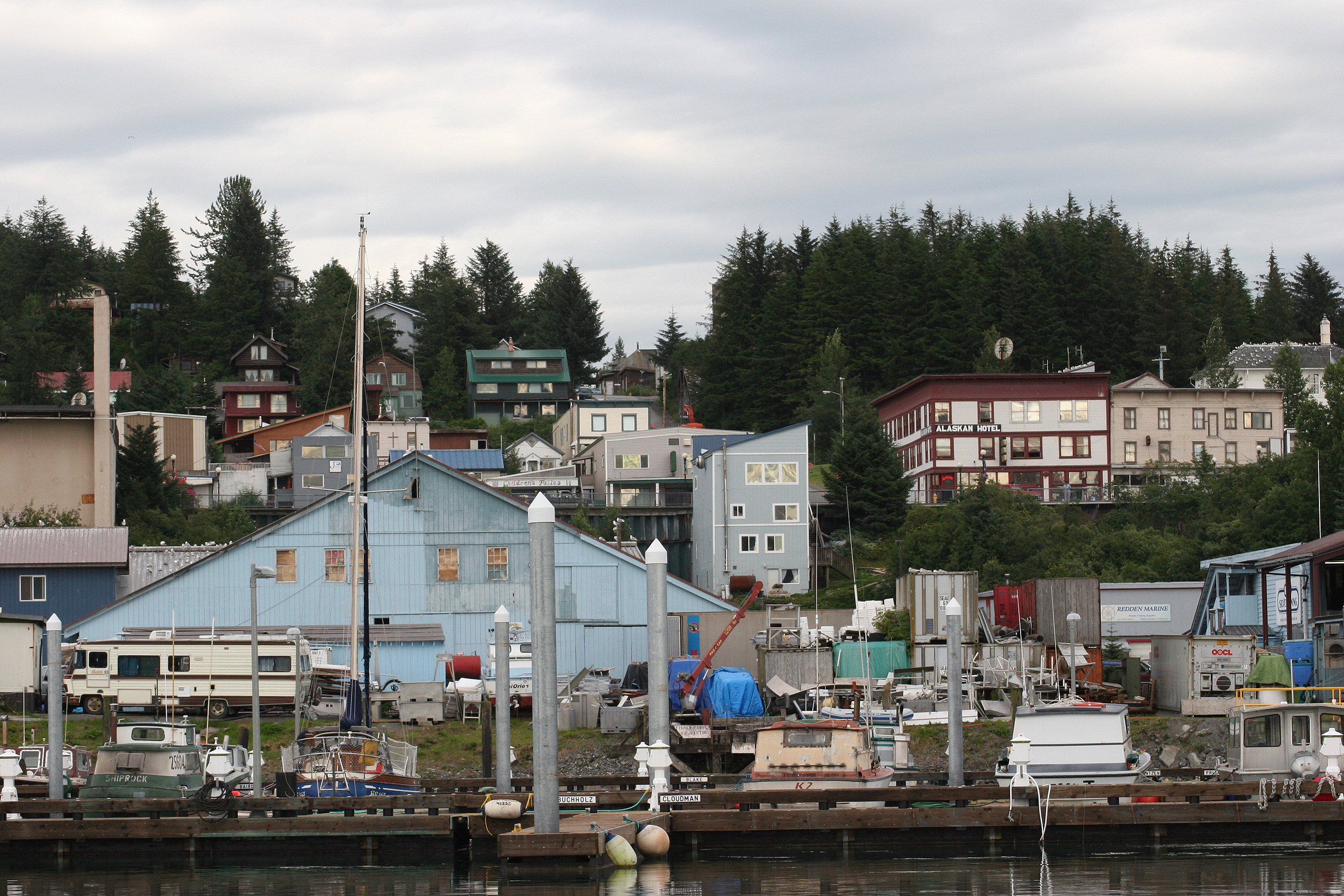
Vista de Cordova des del port.

## Geografia
Cordova es troba dins del Bosc Nacional Chugach. Segons l'oficina de cens dels Estats Units, la ciutat té una superfície de 196 km², dels quals 159 km² són de terra i 37 km² d'aigua, cosa que representa el 18,87% de la superfície total.

## Demografia
Segons el cens del 2000 hi havia una població de 2.454 habitants, amb 958 habitatges i 597 famílies vivint a la ciutat. La densitat de població era de 15,4 hab/km². La distribució per races de la ciutat era 71,11% blancs, 23,6% americans natius, 10,07% asiàtics, 0,41% negres o afroamericans, 1,34% d'altres races i 6,72% amb dues o més races. Els hispans o llatins representaven el 3,06% de la població.
Les edats de la població es repartien de la següent manera: el 28,0% tenia menys de 18, el 7,1% entre 18 i 24, un 32,8% entre 25 i 44, el 25,4% entre 45 i 64 i el 6,8% més de 65 anys. La mitjana d'edat era de 37 anys. Per cada 100 dones hi havia 119,5 homes. Per cada 100 dones majors de 18 anys hi havia 120,4 homes.

### Clima
Cordova té un clima molt temperat amb temperatures suaus i gran precipitacions fruit de la proximitat de les muntanyes Chugach, que fan de barrera als vents procedents del Pacífic. Això fa que la massa d'aire hagi d'ascendir, refredant-se i formant els núvols i deixant força precipitació a la ciutat. La mitjana anual és de 2.260 mm, amb 125 dies de precipitació anual. Les nevades tenen lloc entre desembre i març, amb una mitjana de 323 cm de neu caiguda per any. Les temperatures mínimes se situen en −9.5 °C i les més càlides en 15,5 °C.
La majoria de les dades climàtiques oficials es registren a l'aeroport, que està a 11 quilòmetres de la ciutat. Les temperatures i les precipitacions varien dràsticament entre la ciutat i l'aeroport, sent gairebé el doble a la ciutat que a l'aeroport.

## Economia
La pesca comercial és la principal indústria a Cordova. La meitat de totes les llars a Còrdova té almenys una persona vinculada a la pesca comercial o al seu processament. Les zones de pesca són l'estre del Príncep Guillen i el delta del riu Copper. La pesca del salmó és la que produeix major guany econòmic. La primera planta de processament del peix prop de Còrdova fou inaugurada el 1887.

## Personalitats destacades
- Marie Smith Jones (1918-2008) Última parlant de la llengua eyak.